# 1575 en philosophie
Chronologie de la philosophie
- 1571
- 1572
- 1573
- 1574
- 1575
- 1576
- 1577
- 1578
- 1579

L’année 1575 a été marquée, en philosophie, par les événements suivants :

## Publications
- Antonio Persio : Tractatus novarum positionum in rhetoricis, dialecticis, ethicis... adversus Aristotelem.

- Johann Thomas Freig :  Ciceronianus, 1575.

## Naissances
- Eustache Asseline, dit Dom Eustache de Saint-Paul, en latin Eustachius a Sancto Paulo, est un religieux français, moine cistercien de la congrégation des Feuillants, né à Paris en 1575[1], mort également à Paris en 1640.

- 8 mars à Alt-Seidenberg (Görlitz) : Jakob Böhme, ou Jacob Boehme, surnommé le Philosophus Teutonicus, mort le 17 novembre 1624 à Görlitz (Silésie) est un théosophe allemand de la Renaissance, cordonnier de son état.